# Luis Izzeta
Luis Luca Izzeta (* 1. Januar 1903; † unbekannt) war ein argentinischer Fußballspieler. Der Stürmer nahm an der Fußball-Weltmeisterschaft 1934 teil.

## Karriere

### Verein
Luis Izzeta spielte mindestens von 1930 bis 1935 bei den Defensores de Belgrano. Weitere Vereinsstationen des Angreifers sind nicht bekannt.

### Nationalmannschaft
Izzeta wurde von Nationaltrainer Filippo Pascucci in den Kader der Nationalmannschaft für die Weltmeisterschaft 1934 in Italien berufen, kam allerdings nicht zum Einsatz.